# Mary Isaacson
Mary-Louise Isaacson (nacida el 15 de noviembre de 1970) es miembro demócrata de la Cámara de Representantes de Pensilvania. Ella ha representado el 175.º distrito de ese estado desde 2019.
Isaacson Consiguió una licenciatura en Ciencias Políticas en la Universidad Estatal de Nueva York en Oneonta, y un A.S. En Educación de Niñez de la Universidad Estatal de Nueva York en Farmingdale. Sirve como coordinadora de la zonificación y práctica de la tierra en una firma de abogados en Filadelfia. Isaacson fue una miembro del Comité Estatal Democrático por 14 años. Sirvió como jefe de personal del representante Michael H. O'Brien por 12 años. Isaacson fue escogida como candidata Democrática para el asiento de O'Brien por dirigentes de  Filadelfia después de que O'Brien retiró de la carrera en julio de 2018. En noviembre de 2018, ella fue elegida representante estatal  para el 175.º distrito. Ella creó una factura que ofrecería créditos de impuesto estatal de hasta $2,500 para individuales por interés en préstamos estudiantiles para individuales que ganan hasta $75,000 y parejas que hacen hasta $155,000.
Está casada con Chris y tiene dos hijos, Sophia y Oscar. La familia vive en el vecindario de Northern Liberties en Filadelfia.